# Григорий Павлидис
Григорий (на гръцки: Γρηγόριος, Григориос) е гръцки духовник, митрополит на Вселенската патриаршия.

## Биография
Роден е в 1825 година със светската фамилия Павлидис (Παυλίδης) в Цариград, поради което носи прякора Византийски (Βυζάντιος). Племенник е на патриарх Григорий VI Константинополски. Учи във Великата народна школа и в Атинското богословско училище. Служи като главен секретар на Светия синод на Патриаршията в Цариград.
На 25 декември 1860 година е ръкоположен за хиоски митрополит.
От 24 август 1877 година до 27 януари 1879 година е митрополит на Сярска епархия. В Сяр развива активна дейност срещу българското просветно движение. През април 1878 година успява да издейства от местната власт да затвори българското училище.
От 27 януари 1879 до смъртта си в Родосто на 6 февруари 1888 година е ираклийски митрополит.